# 少花鸡眼藤
少花鸡眼藤（学名：Morinda nanlingensis var. pauciflora）为茜草科巴戟天属下的一个变种。

## 扩展阅读
- 維基物種上的相關：少花鸡眼藤